# Mario Peña
Mario Peña Maldonado (7 settembre 1940) è un ex cestista messicano.

## Carriera
Con il Messico ha disputato una edizione dei Mondiali (1963) e una dei Giochi olimpici (1964).